# Eugène Bigot
Eugène Bigot   (Rennes, 28 de febrer de 1888 - París, 17 de juliol de 1965) va ser un compositor i director d'orquestra francès.

## Vida
Bigot va néixer a Rennes, Bretanya i va ser professor al Conservatori de París, on els seus més notables alumnes van incloure Francis Miroglio, Émilien Allard, Louis de Froment, Henri-Claude Fantapié, António Fortunato de Figueiredo, Karel Husa, Paul Kuentz, Jean-Bernard Pommier, Pierre Rolland, i Mikis Theodorakis. De 1935 a 1950 va dirigir l'Orquestra Lamoureux i de 1949 a 1965 l'Orquestra Filharmònica de Ràdio França, càrrec en el que el substituí Charles Bruck.
Va morir a París.